# Idiocera stenophallus
Idiocera stenophallus är en tvåvingeart som först beskrevs av Alexander 1958.  Idiocera stenophallus ingår i släktet Idiocera och familjen småharkrankar.
Artens utbredningsområde är Madagaskar. Inga underarter finns listade i Catalogue of Life.